# Rue Sébastopol
Pour l’article homonyme, voir Rue de Sébastopol.
La rue Sébastopol est une voie de la commune française de Courbevoie.

## Situation et accès

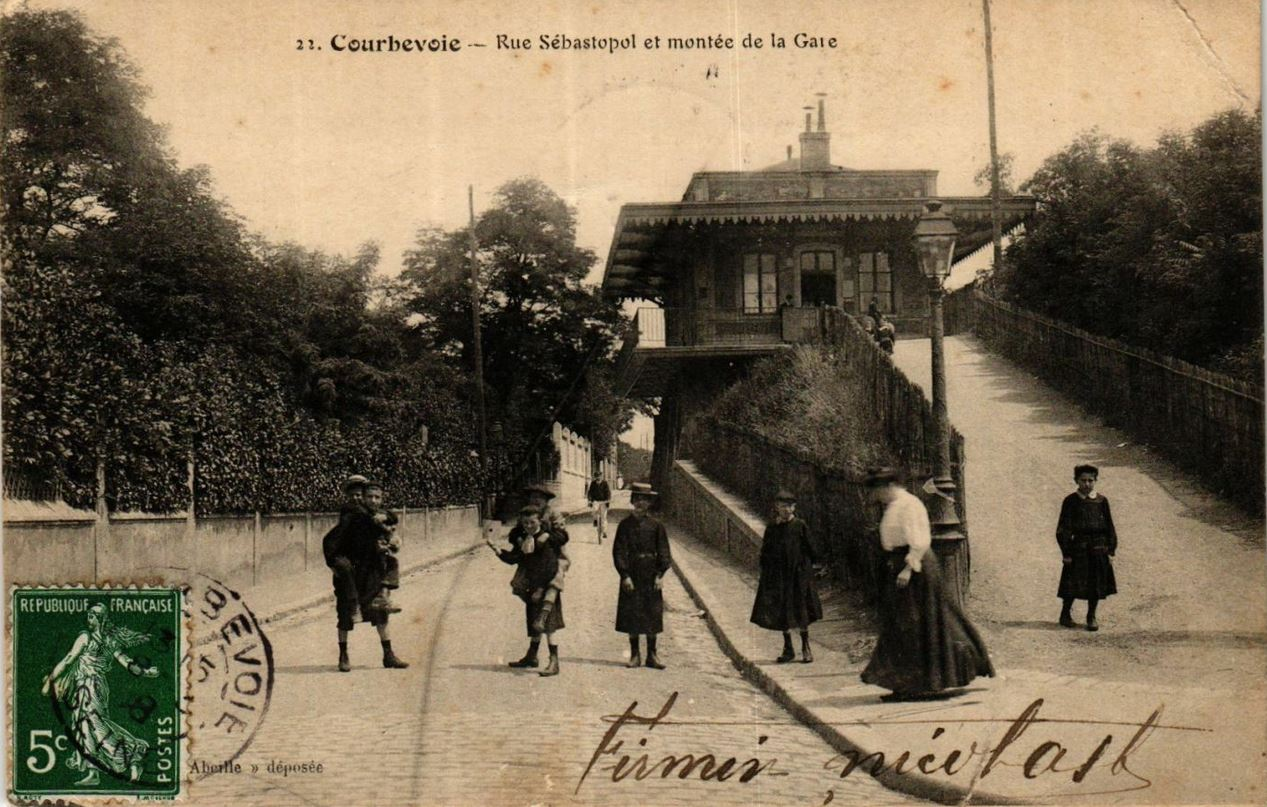
Montée de la gare, dans la rue Sébastopol.

Cette rue commence place de la Gare de Courbevoie, et longe vers l'est, la ligne de Paris-Saint-Lazare à Versailles-Rive-Droite, et se termine rue Jean-Pierre-Timbaud, anciennement rue de la Garenne.
Elle est desservie par la gare de Courbevoie.

## Origine du nom
Le nom de cette voie perpétue le souvenir du siège de Sébastopol, durant la guerre de Crimée.

## Historique
La création de cette voie remonte à l'ouverture de la ligne en 1839, deuxième plus ancienne voie ferrée d'Île-de-France.